# Cablevision Systems
Cablevision Systems Corporation var ett amerikanskt telekommunikationsföretag som erbjöd tjänster som bland annat bredband, kabel-TV och telefoni till kunder främst i New Yorks storstadsregion. I december 2015 hade de fler än 2,8 miljoner bredbandsabonnenter; omkring 2,6 miljoner kabel-TV-abonnenter samt nästan 2,2 miljoner telefoniabonnenter. De hade även intressen i bland annat regionala TV-bolag; dagstidningen Newsday och förvaltningsbolaget The Madison Square Garden Company, som kontrollerade bland annat inomhusarenan Madison Square Garden och idrottslagen New York Knicks (NBA) och New York Rangers (NHL).

## Historik
Företaget grundades 1973 av Charles Dolan, som hade två år tidigare grundat kabel-TV-operatören Home Box Office (HBO) via sitt företag Sterling Manhattan. Dolan och Sterling hade 1965 vunnit en upphandling om att förse södra Manhattan med kabel-TV. De två hade lockat till sig kapitalstarka investerare i bland annat massmediaföretaget Time Inc. Det räckte ändå inte att få klart kabel-TV-systemet i södra Manhattan eftersom de pengar de hade räckte inte. Sterling hade också dragit på sig stora skulder i och med detta. Fram till 1973 hade Time dock blivit majoritetsägare i Sterling med 80% av aktieinnehavet, för att lösa skuldkrisen då beslutade Time att avveckla Sterling. Time överförde dock HBO till sig innan en avveckling kunde verkställas. Time hade också börjat bli mer och mer ointresserad av kabel-TV-marknaden på Long Island, de sålde tillbaka det som de hade till Dolan, vilket är den del som utgör grunden av Cablevision. På 1980-talet expanderade Cablevision aggressivt till andra delstater såsom Connecticut, Florida, Illinois, Kalifornien, Massachusetts, New Jersey, Ohio och Pennsylvania. År 1987 gick bland annat Cablevision ihop med investeraren Kirk Kerkorian och investerade tillsammans 550 miljoner dollar i den amerikanske mediemagnaten Ted Turners Turner Broadcasting System i syfte att låta TBS vara fortsatt under Ted Turners kontroll. Två år senare bildade man ett samriskföretag med National Broadcasting Company (NBC), som var ett TV-bolag för nyhets- och sportkanaler. Samriskföretaget var först i USA med att erbjuda kunder pay-per-view till mästerskap, första stora mästerskapet var de olympiska sommarspelen 1992. Alla händelser på 1980-talet ledde dock till att Cablevision drogs med stora skulder under resten av sin existens.
År 1994 gick Cablevision ihop med konglomeratet ITT Corporation och köpte tillsammans Madison Square Garden, New York Knicks och New York Rangers från Viacom för omkring 1,1 miljarder dollar. Bara tre år senare köpte Cablevision ut ITT för 650 miljoner dollar. Den 10 februari 2010 offentliggjordes det att Cablevision skulle knoppa av tillgångarna rörande Madison Square Garden och föra över det till ett nytt publikt aktiebolag, som skulle vara börsnoterad på Nasdaq. Året därpå bytte det företaget namn till The Madison Square Garden Company.
Den 17 september 2015 meddelades det att det nederländsk-franska telekommunikationsföretaget Altice skulle köpa Cablevision för 17,7 miljarder dollar i syfte att etablera sig på den amerikanska kabel-TV-marknaden. De hade under det året förvärvat Suddenlink Communications för 9,1 miljarder dollar för samma ändamål. Den 21 juni 2016 slutfördes affären och samtidigt grundade Altice ett amerikanskt dotterbolag med namnet Altice USA, där Cablevisions och Suddenlinks tillgångar lades in.